# Verordnung (EG) Nr. 1107/2009 (Pflanzenschutzmittelverordnung)
Die Verordnung (EG) Nr. 1107/2009 – auch Pflanzenschutzmittelverordnung genannt – definiert den Begriff Pflanzenschutzmittel nach dem Verwendungszweck eines Stoffes oder seiner Zubereitung. Dazu müssen Pflanzenschutzmittel bestimmte Kriterien erfüllen. Dazu gehört, dass sie Pflanzen oder Pflanzenerzeugnisse gegen Schadorganismen schützen oder vor ihnen bewahren, dass sie – ohne ein Nährstoff zu sein – Lebensvorgänge von Pflanzen wie ihr Wachstum beeinflussen, unerwünschte Pflanzen (Unkraut) oder Pflanzenteile vernichten, ihr Wachstum hemmen oder verhindern oder Pflanzenerzeugnisse (etwa Saat) konservieren.

## Historie
1979 veröffentlichte die Europäische Union mit der Richtlinie 79/117/EWG eine erste europäische Richtlinie zum Verbot von Pflanzenschutzmitteln, d. h. deren Inverkehrbringen und Anwendung, die bestimmte Wirkstoffe enthalten. Dadurch wurden Quecksilberverbindungen, wie Quecksilberoxid, Quecksilber(I)-chlorid und Quecksilberorganische Verbindungen, sowie verschiedene beständige organische Chlorverbindungen, wie Aldrin, Chlordan, Dieldrin, DDT, Endrin, Hexachlorcyclohexan, Heptachlor und Hexachlorbenzol auf dem Gebiet der EU verboten. Als europäische Richtlinie war diese Regelung nicht unmittelbar in den Mitgliedstaaten gültig, sondern musste erst in nationales Recht umgesetzt werden. In Deutschland geschah dies durch die Verordnung über Anwendungsverbote und -beschränkungen für Pflanzenbehandlungsmittel (Pflanzenschutz-Anwendungsverordnung) vom 19. Dezember 1980. Die Pflanzenschutz-Anwendungsverordnung wurde danach zur Umsetzung der folgenden EU-Richtlinien mehrfach erweitert und angepasst.
1991 folgte die Richtlinie 91/414/EWG über das Inverkehrbringen von Pflanzenschutzmitteln, durch welche die Vorschriften zu Pflanzenschutzmittel innerhalb der EU harmonisiert wurden. Durch sie wurde u. a. festgelegt, dass Mitgliedstaaten dafür Sorgen tragen, dass in ihrem Gebiet nur Pflanzenschutzmittel in Verkehr gebracht und angewendet werden, die dieser Verordnung entsprechen (Art. 3) und welche Wirkstoffe in der EU verwendet werden dürfen (Art. 4 und Anhang I). Auch wurde geregelt, wie eine Zulassung zu beantragen ist (Art. 9) und dass Zulassungen in einem Mitgliedstaat prinzipiell auch von anderen Mitgliedstaaten anerkannt werden sollen (Art. 10).
Beide Richtlinien wurden durch die Verordnung (EG) Nr. 1107/2009 aufgehoben und ersetzt.

## Definitionen
Ein Pflanzenschutzmittel im Sinne dieser Verordnung besteht aus
- Wirkstoff (Art. 2, Abs. 2), Stoffe (Chemikalie oder ein Mikroorganismus), die allgemein oder spezifisch gegen Schadorganismen an Pflanzen, Pflanzenteilen oder Pflanzenerzeugnissen vorgehen, wobei Schadorganismen alle für Pflanzen oder Pflanzenerzeugnisse schädlichen Arten, Stämme oder Biotypen von Pflanzen, Tieren oder Krankheitserregern definiert sind (Art. 3, Ziffer 7)
- Safener, Stoffe oder Zubereitungen, welche beigefügt werden, um den phytotoxischen Effekt des Wirkstoffs auf bestimmte Pflanzen zu unterdrücken (Art. 2, Abs. 3 a)
- Synergist, Stoffe oder Zubereitungen, welche beigefügt werden, um den Effekt der Wirkstoffe zu verstärken, ohne selbst Wirkstoff zu sein (Art. 2. Abs. 3 b)
- Beistoff, Stoffe oder Zubereitungen, ohne die vorgenannten Zwecke und Wirkungen, der zu anderen Zwecken (wie zur Verdünnung zur Erleichterung des Umgangs, etwa bei der Dosierung bei Ausbringung) beigemischt sind (Art. 2, Abs. 3c)

und zusätzlich 
- Zusatzstoff, Stoffe oder Zubereitungen, die aus Beistoffen oder Zubereitungen mit Beistoffen bestehen und vom Verwender mit einem Pflanzenschutzmittel vermischt zu werden, um dessen pestizide Eigenschaften oder Wirkung zu verstärken (Art. 2, Abs. 3 d)

Für das Verwenden wie das Inverkehrbringen von Pflanzenschutzmitteln sind in der Europäischen Union mindestens zwei Stufen zu nehmen: Bevor ein Pflanzenschutzmittel entwickelt und auf den europäischen Markt gebracht werden kann, muss der Wirkstoff auf Antrag des Herstellers genehmigt sein; entsprechend sind Safener und Synergisten genehmigungsbedürftig. Erst nach dieser Genehmigung durch Verordnung und damit Aufnahme in die über Internet einsehbare Liste kann in den einzelnen Mitgliedstaaten das jeweilige Zulassungsverfahren für das Pflanzenschutzmittel beginnen. Ist die Zulassung in einem EU-Mitgliedsstaat erteilt, sind die anderen auf Antrag zur (erleichterten) gegenseitigen Anerkennung verpflichtet. Im Falle einer Genehmigung gibt es ein Überwachungsprogramm, um sicherzustellen, dass die Rückstände von Pestiziden in Lebensmitteln die Grenzwerte der Europäischen Behörde für Lebensmittelsicherheit (EFSA) einhalten.
Die Anwendung von Pflanzenschutzmitteln in der Europäischen Union wird durch weitere Vorschriften geregelt, u. a. durch die Richtlinie über einen Aktionsrahmen der Gemeinschaft für die nachhaltige Verwendung von Pestiziden (Richtlinie 2009/128/EG).
Um sicherzustellen, dass Lebens- und Futtermittel so gering wie möglich mit Pflanzenschutzmittel-Rückständen belastet werden, wird in Europa für jedes Pflanzenschutzmittel bereits im Rahmen seiner Zulassung ein Rückstandshöchstgehalt (RHG) festgelegt. Dies geschieht im Rahmen der Verordnung (EG) Nr. 396/2005 des Europäischen Parlaments und des Rates vom 23. Februar 2005 über Höchstgehalte an Pestizidrückständen in oder auf Lebens- und Futtermitteln pflanzlichen und tierischen Ursprungs.
Die zuständigen Behörden, die bei den vielfältigen Aspekten der Regulierung von Pflanzenschutzmitteln zusammenarbeiten, sind 
- auf europäischer Ebene die Europäische Kommission, die EFSA und die ECHA
- auf nationaler deutscher Ebene das BVL,[13] das BfR, das JKI und das UBA.

## Umsetzung in Deutschland
Als europäische Verordnung bedarf die Pflanzenschutzmittelverordnung keiner Umsetzung in nationales Recht. Sie gilt in allen Mitgliedstaaten unmittelbar. Sie wird in Deutschland aber durch verschiedene nationale Regulierungen ergänzt, insbesondere durch das Pflanzenschutzgesetz.